# Planoristes acuspidatus
Planoristes acuspidatus är en kvalsterart som beskrevs av Iturrondobeitia och Subías 1978. Planoristes acuspidatus ingår i släktet Planoristes och familjen Liacaridae. Inga underarter finns listade i Catalogue of Life.